# Communauté de communes du Bocage valognais
La communauté de communes du Bocage valognais est une ancienne communauté de communes française, située dans le département de Manche et la région Basse-Normandie.

## Historique
La communauté de communes est créée en décembre 2000. Le 1er janvier 2014, elle fusionne avec la communauté de communes du canton de Bricquebec-en-Cotentin pour former la communauté de communes du cœur du Cotentin.

## Composition
L'intercommunalité réunissait onze communes (les neuf du canton de Valognes, une du canton de Saint-Sauveur-le-Vicomte et une du canton de Bricquebec) :
| Nom                  | Code Insee | Gentilé         | Superficie (km2) | Population (dernière pop. légale) | Densité (hab./km2) |
| -------------------- | ---------- | --------------- | ---------------- | --------------------------------- | ------------------ |
| Valognes (siège)     | 50615      | Valognais       | 15,63            | 6 779 (2014)                      | 434                |
| Brix                 | 50087      | Brions          | 32,16            | 2 100 (2014)                      | 65                 |
| Colomby              | 50138      | Colombyais      | 11,16            | 520 (2014)                        | 47                 |
| Huberville           | 50251      | Hubervillais    | 5,76             | 367 (2014)                        | 64                 |
| Lieusaint            | 50270      | Lieusaintais    | 5,22             | 417 (2014)                        | 80                 |
| Montaigu-la-Brisette | 50335      | Montaiguais     | 14,71            | 509 (2014)                        | 35                 |
| Saint-Joseph         | 50498      | Saint-Josephais | 9,78             | 800 (2014)                        | 82                 |
| Saussemesnil         | 50567      | Sauxemesnillais | 21,45            | 923 (2014)                        | 43                 |
| Sottevast            | 50579      | Sottevastais    | 10,82            | 1 331 (2014)                      | 123                |
| Tamerville           | 50588      | Tamervillais    | 18,20            | 658 (2014)                        | 36                 |
| Yvetot-Bocage        | 50648      | Yvetotais       | 12,46            | 1 115 (2014)                      | 89                 |

## Compétences
- Aménagement de l'espace
- Action pour le développement économique (en faveur de la création et de l’implantation d’activités économiques)
- Construction et fonctionnement des équipements culturels, sportifs et scolaires
- Logement et cadre de vie (logement social et aide aux personnes âgées)
- Voirie
- Scolarité
- Aménagement numérique du territoire
- Aménagement et promotion de secteurs touristiques
- Collecte et traitement des déchets ménagers
- Actions pour la petite enfance et en faveur des jeunes et des enfants
- Aides aux manifestations ponctuelles dans les domaines sportif, culturel, agricole et touristique (site internet de l'office de tourisme intercommunal du bocage valognais)

## Administration
| Période    | Période       | Identité            | Étiquette | Qualité |
| ---------- | ------------- | ------------------- | --------- | --- |
| avril 2001 | avril 2008    | Gilbert Février     |           | Maire de Saussemesnil (1995 → 2008)                                                                               |
| avril 2008 | décembre 2013 | Jean-Louis Valentin | UMP       | Énarque, haut fonctionnaire Conseiller municipal de Valognes Président de la CC du Cœur du Cotentin (2014 → 2016) |